# Antillotyphlops platycephalus
Antillotyphlops platycephalus — вид змій родини сліпунів (Typhlopidae). Мешкає на Карибах.

## Поширення і екологія
Antillotyphlops platycephalus мешкають на Пуерто-Рико, на сусідньому острові В'єкес, а також на островах Кайкос. Вони живуть в тропічних лісах і кокосових гаях, трапляються в садах. Живляться мурахами, термітами та іншими безхребетними.